# 北横岳

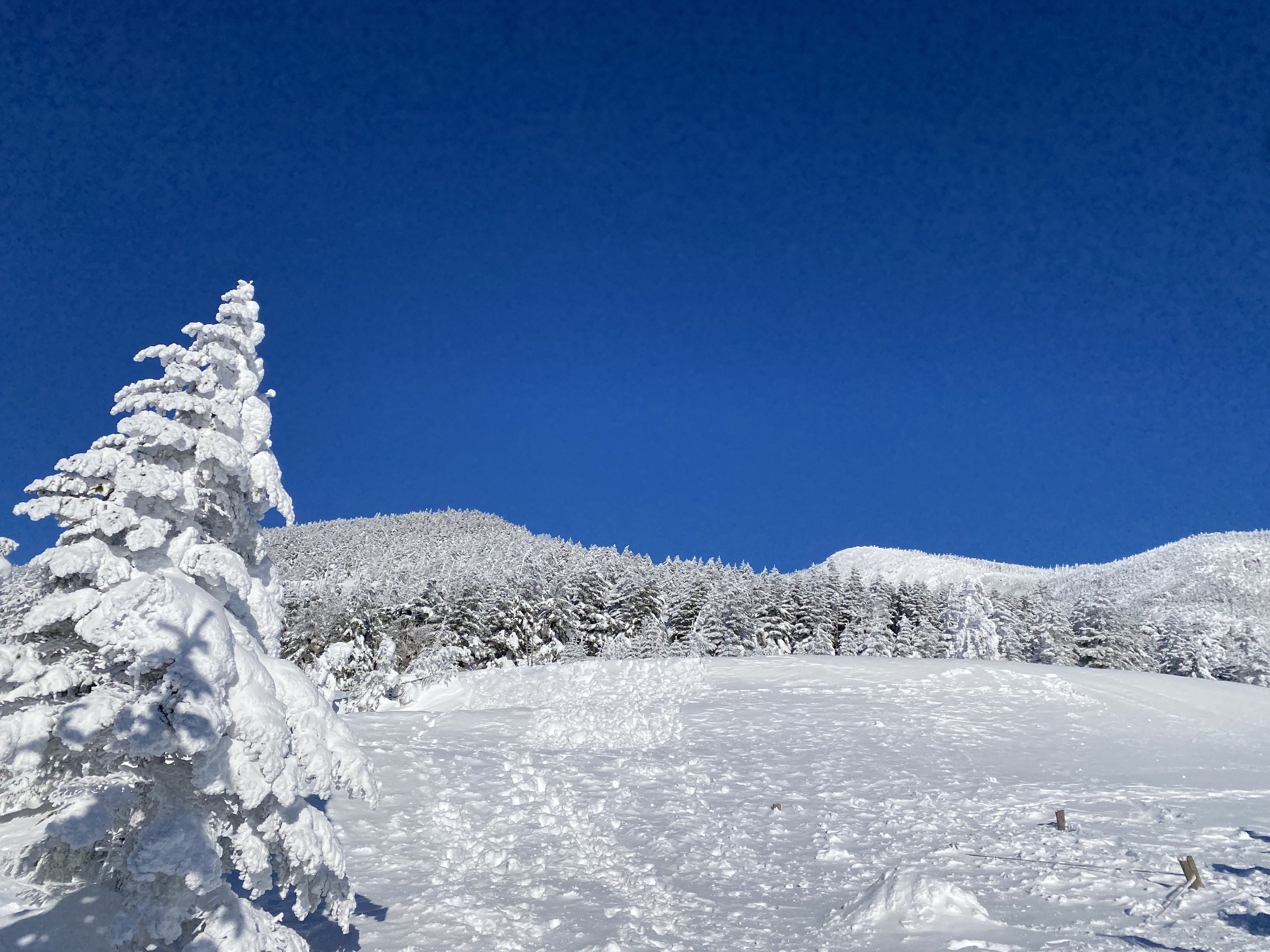
坪庭から北横岳

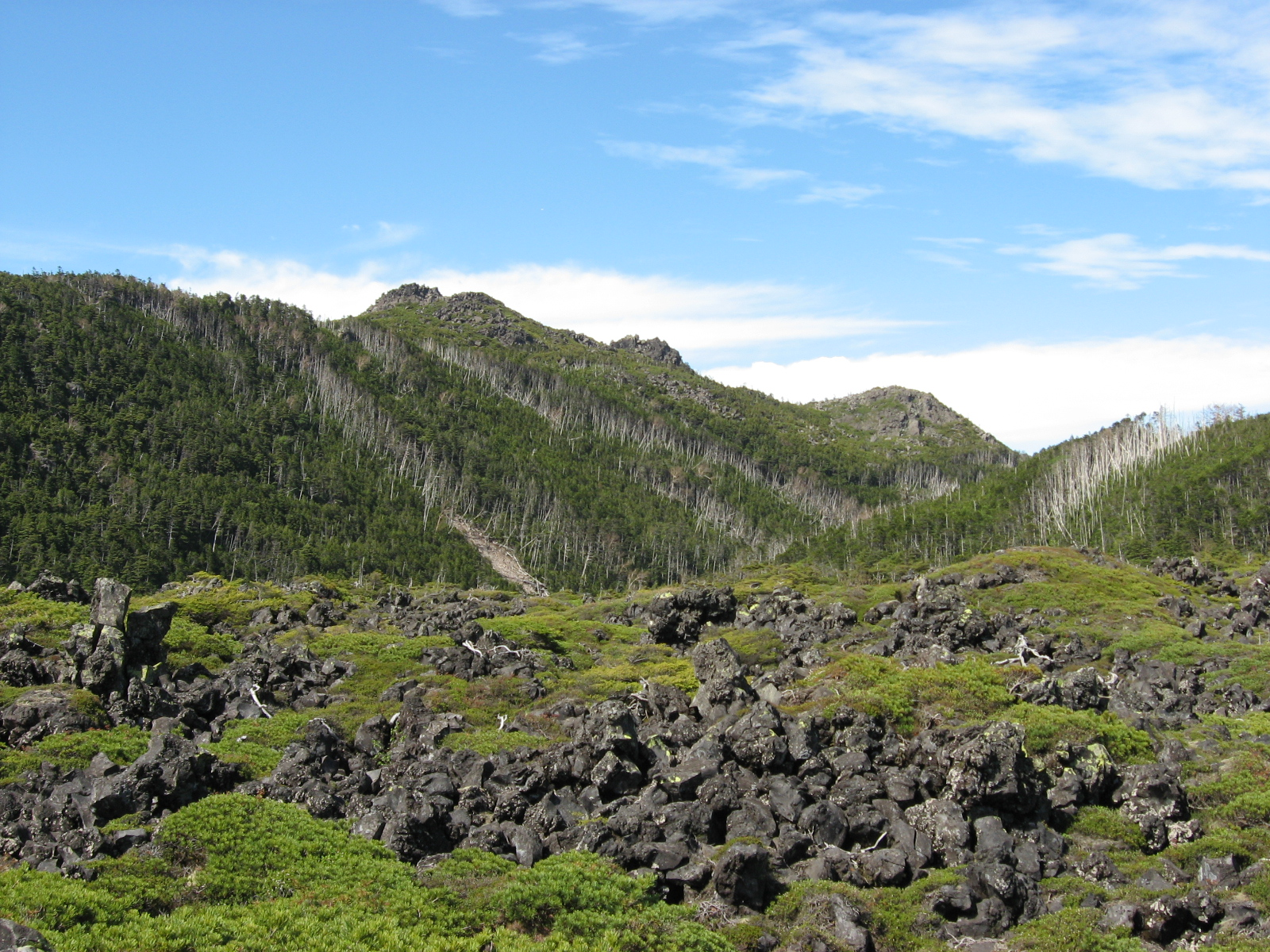
北横岳付近の縞枯現象

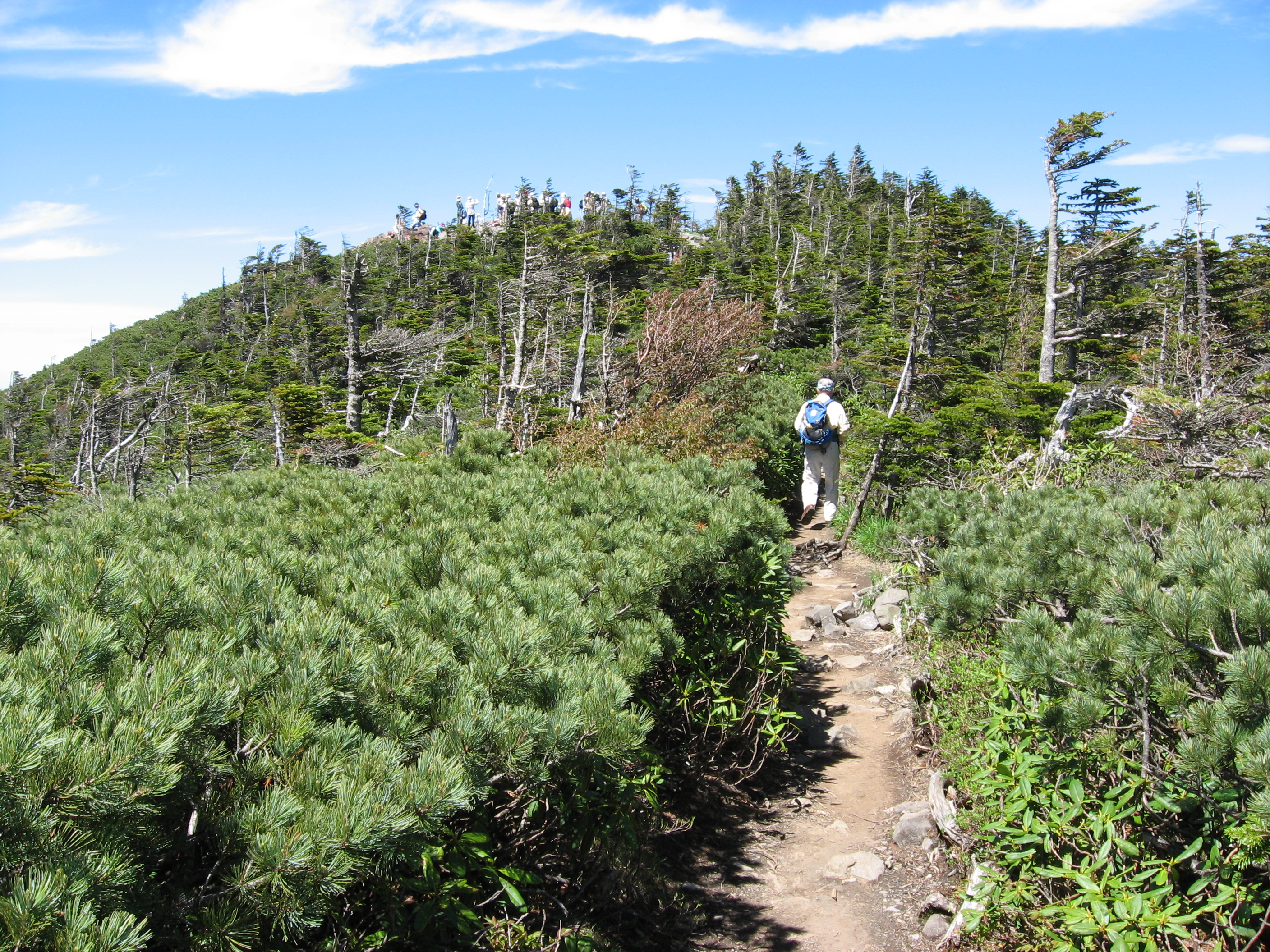
北横岳南峰、北峰間の登山道。前方は北峰。

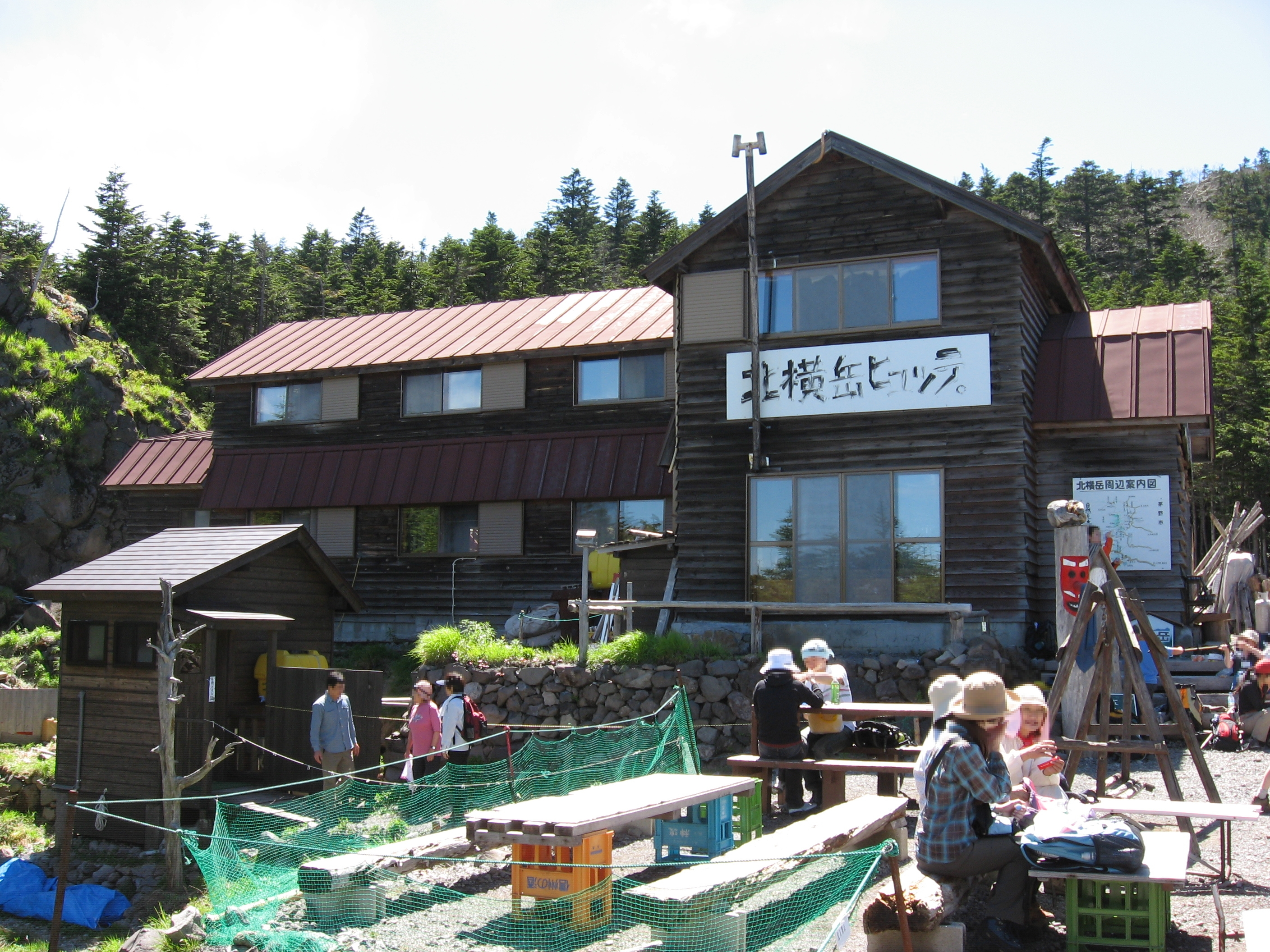
北横岳ヒュッテ

北横岳（きたよこだけ）または横岳（よこだけ）は、八ヶ岳連峰北部（北八ヶ岳）の山である。本来の正しい名称は横岳であるが、同じ八ヶ岳のわずか10 kmほど南（南八ヶ岳）に同名の横岳があるため、より標高の低い北八ヶ岳の横岳は、区別のため便宜的に北横岳と称されることが多い。

## 概要
八ヶ岳火山列の端部に位置し、厚い溶岩流と溶岩円頂丘からなる、東西4 km, 南北2 kmの小規模な火山である。2016年から約900-700年前に噴火しており、2003年、気象庁による活火山見直し作業において活火山に指定された。
山頂は南北に分かれ、標高は南峰が2,471.6 m, 北峰が2,480 mである。ただし三角点が南峰にあるため、低い方の南峰の標高をもって横岳の標高とされる場合が多い。山頂近辺のごくわずかな一角が森林限界を超え、ハイマツ帯となっている他、縞枯山との鞍部の標高2,200 mあまりの一帯（坪庭）にもハイマツが密生している。通常、ハイマツ帯は亜高山帯針葉樹林の上部に位置するが、ここでは坪庭のハイマツ帯の上部に亜高山帯針葉樹林があるという植生の逆転現象が起こっている。これは、おそらく単純に気温の条件によるのではなく、坪庭周辺がきわめて土壌の乏しい溶岩地帯であることと関係があると思われる。
また、南隣に隣接する縞枯山とともに、大規模な縞枯れ現象が見られる。これはモミ属のシラビソ・オオシラビソが一斉に立ち枯れ、その跡に稚樹が一斉に成長して、またある年月で一斉に立ち枯れるというサイクルを繰り返すため、その立ち枯れが標高に沿って帯状に見え、なおかつ、その帯が年々わずかずつ移動していく現象である。

## 観光施設
標高1,700 mあまりの地点から2,200 mあまりの坪庭まで、北八ヶ岳ロープウエイが通じており、索道下はピラタス蓼科スノーリゾートのゲレンデとなっている。

## 登山

### ルート
- 坪庭－横岳－亀甲池－双子池
- 横岳－大岳－双子池
- 坪庭－縞枯山

坪庭と山頂の間の登山道は傾斜も緩く、整備されていて、歩きやすい初心者向きのルートである。ただし、山頂から先、亀甲池に至るルート、大岳を経て双子池に至るルートは、かなり傾斜が急である。また登山者も坪庭と山頂の間は多いが、それより北側では非常に少なく、特に冬季はトレースが消えていることも珍しくない。

### 山小屋
山小屋は坪庭と雨池峠の間に縞枯山荘と、坪庭から山頂への登山道中の山頂近くに北横岳ヒュッテの2軒がある。